# Круглинский сельсовет
Кру́глинский сельсове́т — упразднённая административно-территориальная единица, входившая в состав Дмитровского уезда Орловской губернии, а затем — Дмитровского района Центрально-Чернозёмной области.
Административным центром была деревня Круглое.

## История
Образован в первые годы советской власти в составе Круглинской волости Дмитровского уезда Орловской губернии. С 1928 года в составе Дмитровского района. Упразднён в первой половине 1930-х годов путём раздела территории между Берёзовским и Малобобровским сельсоветами. 

## Населённые пункты
По состоянию на 1926 год в состав сельсовета входило 17 населённых пунктов:
| №  | Населённый пункт | Тип населённого пункта   |
| -- | ---------------- | ------------------------ |
| 1  | Круглое          | деревня, админ. центр    |
| 2  | Баранчиковский   | посёлок (группа хуторов) |
| 3  | Вижонка          | деревня                  |
| 4  | Городец          | посёлок                  |
| 5  | Горякинский      | посёлок (группа хуторов) |
| 6  | Дон              | посёлок                  |
| 7  | Ермакова         | хутор                    |
| 8  | Кальной          | посёлок                  |
| 9  | Козловский       | посёлок (группа хуторов) |
| 10 | Кочетовка        | деревня                  |
| 11 | Маркинский       | посёлок (группа хуторов) |
| 12 | Новотроицкий     | посёлок (группа хуторов) |
| 13 | Павловский       | посёлок (группа хуторов) |
| 14 | Привич           | село                     |
| 15 | Россошка         | посёлок (группа хуторов) |
| 16 | Серебряный       | посёлок                  |
| 17 | Яблоновский      | посёлок (группа хуторов) |